# Hoa Xuân Oánh
Hoa Xuân Oánh (tiếng Trung: 华春莹; bính âm: Huà Chūnyíng, sinh tháng 4 năm 1970) là một nữ chính trị gia tại Cộng hòa Nhân dân Trung Hoa.

## Tiểu sử
Hoa Xuân Oánh sinh tại huyện Hoài Âm (nay là khu Hoài Âm) của thành phố Hoài An, tỉnh Giang Tô. Cha của bà từng giữ chức vụ thư ký ủy ban kỷ luật huyện, mẹ của bà từng là phó chủ tịch chính hiệp khu Thanh Hà của thành phố Hoài An. Năm 1988, Hoa Xuân Oánh thi đỗ vào chuyên ngành tiếng Anh của trường Đại học Ngoại ngữ thuộc Đại học Nam Kinh và tốt nghiệp năm 1992.

## Sự nghiệp
Năm 1993, bà trở thành nhân viên vụ Tây Âu của Bộ Ngoại giao Trung Quốc. Từ năm 1995-1999, bà là tùy viên, bí thư thứ ba Đại sứ quán Trung Quốc tại Singapore. Năm 1999, bà đảm nhiệm chức vụ bí thư thứ ba vụ Tây Âu của Bộ Ngoại giao Trung Quốc. Từ năm 2003, bà lần lượt đảm nhiệm các chức vụ bí thư thứ hai, bí thư thứ nhất, tham tán của phái đoàn thường trú Trung Quốc tại Liên minh châu Âu. Năm 2010, bà được thăng chức làm tham tán vụ châu Âu thuộc Bộ Ngoại giao Trung Quốc. Năm 2012, bà đảm nhiệm chức vụ Phó vụ trưởng vụ thông tin của Bộ Ngoại giao Trung Quốc. Tháng 11 cùng năm, bà đảm nhiệm vai trò người phát ngôn của Bộ Ngoại giao Trung Quốc.. Ngày 27 tháng 5 năm 2024, bà được bổ nhiệm làm Phó Bộ trưởng Bộ Ngoại giao.
Bà là nữ phát ngôn viên thứ năm của Bộ Ngoại giao Trung Quốc kể từ khi cương vị này được thiết lập tại Bộ vào năm 1983.

## Gia đình
Bà đã kết hôn và có một con gái.